# Serres-Castet
Serres-Castet è un comune francese di 3 712 abitanti situato nel dipartimento dei Pirenei Atlantici nella regione della Nuova Aquitania.

## Società

### Evoluzione demografica
Abitanti censiti